# Декрепітація
Декрепітація (рос.декрепитация, англ. decrepitation, нім. Dekrepitierung f, Dekrepitieren n) —
1) Вибіркове розкриття корисних копалин, що ґрунтується на властивості окремих мінералів розтріскуватися і руйнуватися при нагріванні й наступному швидкому охолодженні. Може супроводжуватись характерними звуками, наприклад, при нагріванні нітрату плюмбуму Pb(NO3)2 . Застосовується як спосіб збагачення деяких руд.
2) Метод визначення можливої температури утворення мінералів за моментом розтріскування (вибухання) включень у мінералах при нагріванні).